# Blanche Bay
Die Blanche Bay (auch Abitnata bzw. in der deutschen Kolonialzeit Blanchebucht genannt) ist eine Bucht der Gazelle-Halbinsel im Nordosten der Insel Neubritannien. Sie liegt in der Provinz East New Britain von Papua-Neuguinea.

## Topologie und Geologie
Das Gebiet ist vulkanisch aktiv und wurde im 19. und 20. Jahrhundert durch vulkanische Aktivitäten grundlegend verändert. So war die heutige Halbinsel Matupi, die von Norden in die Blanche Bay hineinragt und von dieser die Buchten Simpson Harbour (westlich) und Matupi Harbour (östlich) abteilt, noch zur deutschen Kolonialzeit eine Insel mit einer Wasserverbindung zwischen diesen Buchten. Während einer Aktivität des Vulkanes „Mutter“ (heutiger Name: „Mount Kombiu“) im Mai 1937 wurde Matupi gehoben und durch eine Landzunge mit der nördlichen Landmasse Neubritanniens (auch Krater-Halbinsel genannt) verbunden. Südwestlich schließt sich mit der Karavia Bay eine weitere Bucht an die Blanche Bay an. Diese wird durch den Vulkan Raluan vom Simpson Harbour getrennt. Am Eingang zum Simpson Harbour liegen die Dawapia Rocks (deutsch auch Bienenkorb-Felsen genannt).

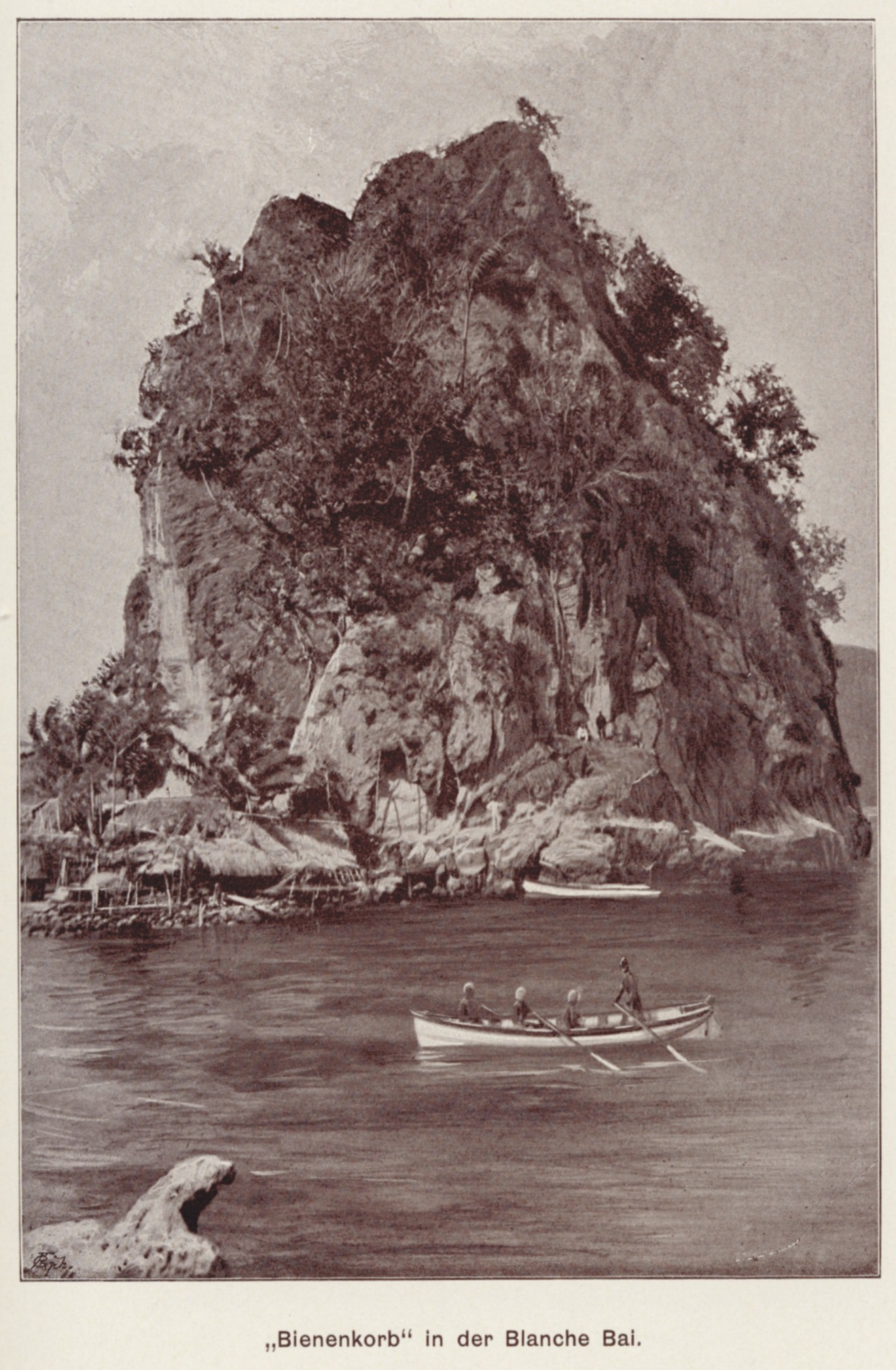
Bienenkorb-Felsen in der Blanche Bay zur deutschen Kolonialzeit

## Erste Erkundungen und Namensgebung
Die Bucht wurde 1767 auf einer Reise der Sloop Swallow von dem britischen Seefahrer und Entdecker Philipp Carteret entdeckt. Der Name der Bucht geht auf das Schiff Blanche des britischen Kapitäns Cortland H. Simpson zurück (daher auch der Name des Simpson Harbour), mit dem Simpson die Bucht und die nähere Umgebung 1872 erkundete.

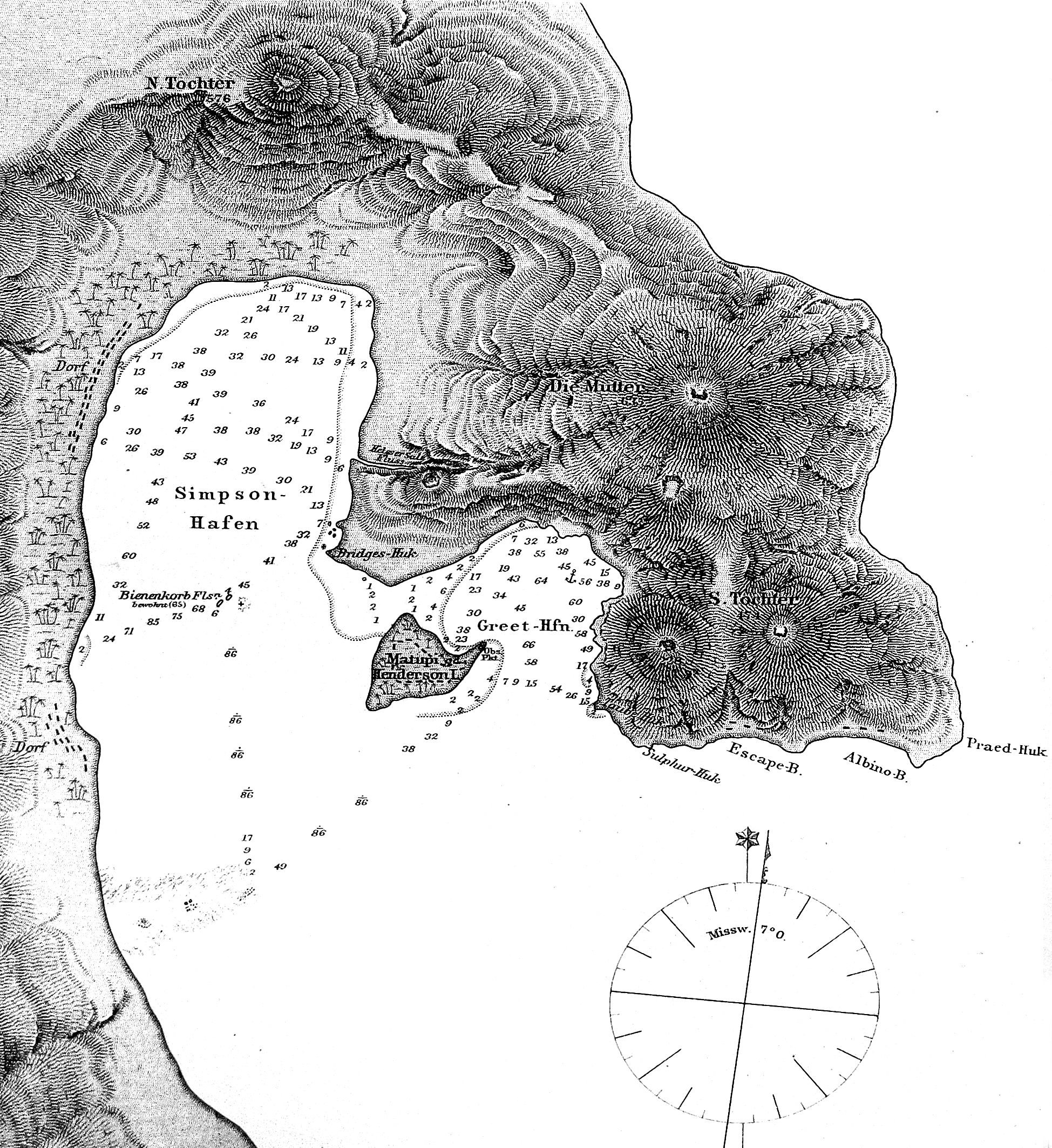
Simpsonhafen, Matupi und die Blanchebucht lt. Vermessung der Gazelle (August 1875)

Im August 1875 fuhr die Gedeckte Korvette Gazelle, die sich auf einer Forschungsfahrt befand, in den Simpsonhafen ein, vermaß die Küstenlinien, den Ankergrund, Matupi und den östlich gelegenen „Greet-Hafen“, heute Matupi Harbour.

## Besiedelung und deutsche Kolonialzeit
In der Folge wurde die Region als eine der ersten von europäischen Kolonisten, Handelsgesellschaften und Missionaren besiedelt. Am 3. November 1884 führten die Kommandanten der Gedeckten Korvette Elisabeth und des Kanonenbootes Hyäne in Anwesenheit von Otto Finsch, zu dieser Zeit Agent der Neuguinea-Kompagnie, auf Matupi die Hissung der deutschen Nationalflagge durch, was später zur Gründung der Kolonie Deutsch-Neuguinea führte.
Bis 1899 war die Umgebung um die Blanche Bay Teil des Schutzgebiets der Neuguinea-Kompagnie, zwischen 1899 und 1914 entsprechend Teil der Kolonie Deutsch-Neuguinea.

## Zweiter Weltkrieg
Im Ersten Weltkrieg wurde die Gegend von australischen Marineeinheiten besetzt. Nach dem Krieg wurde die deutsche Kolonie Teil des australischen Mandatsgebietes.
Während des Zweiten Weltkrieges wurde die Umgebung wegen der strategischen Bedeutung der am Simpson Harbour gelegenen Stadt Rabaul im Februar 1942 in der Schlacht um Rabaul von japanischen Streitkräften besetzt und Rabaul zu einer großen Basis ausgebaut. Von Oktober 1943 bis Februar 1944 war die Gegend daher Schauplatz heftiger alliierter Luftangriffe.